# Ashland (Misisipi)
Ashlandes un pueblo ubicado en el estado de Misisipi, en los Estados Unidos. Es sede del condado de Benton. En el año 2000 tenía una población de 577 habitantes en una superficie de 4.7 km², con una densidad poblacional de 122 personas por km².

## Geografía
Ashland se encuentra ubicado en las coordenadas 34°49′57″N 89°10′45″O / 34.83250, -89.17917. Según la Oficina del Censo, el pueblo tiene un área total de 4,7 km² (1,8 mi²), de la cual 4,7 km² (1,8 mi²) es tierra y 0 km² (0 mi²) es agua.

## Demografía
Para el censo de 2000, había 577 personas, 207 hogares y 142 familias en la ciudad. La densidad de población era 122 hab/km².
En el 2000 la renta per cápita promedia del hogar era de $ 28.088 y el ingreso promedio para una familia era de $29.911. El ingreso per cápita para la localidad era de $14.073. En 2000 los hombres tenían un ingreso per cápita de $24.375 contra $20.455 para las mujeres. Alrededor del 19.4% de la población estaba bajo el umbral de pobreza nacional. 